# Mortes em outubro de 2023
Mortes em 2023: ← Janeiro – Fevereiro – Março – Abril – Maio – Junho – Julho – Agosto – Setembro – Outubro – Novembro – Dezembro →
Esta é uma relação de mortos notáveis que faleceram durante o mês de outubro de 2023, listando nome, nacionalidade, ocupação e ano de nascimento.

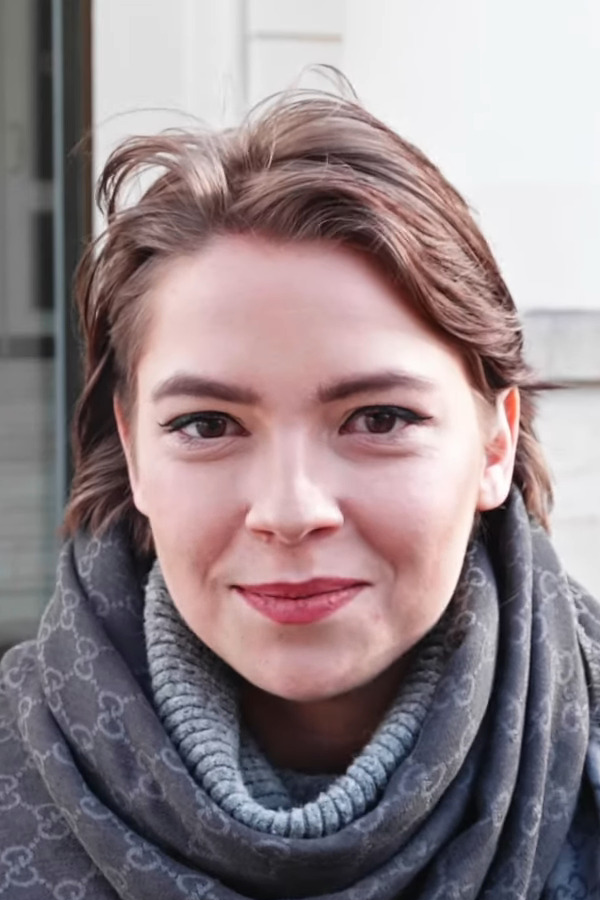
Patricia Janečková, soprano eslovaca nascida na Alemanha.

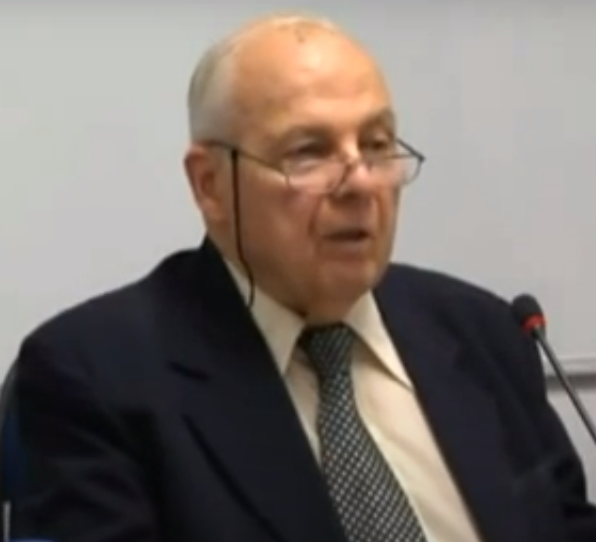
Moreira Alves, jurista brasileiro.

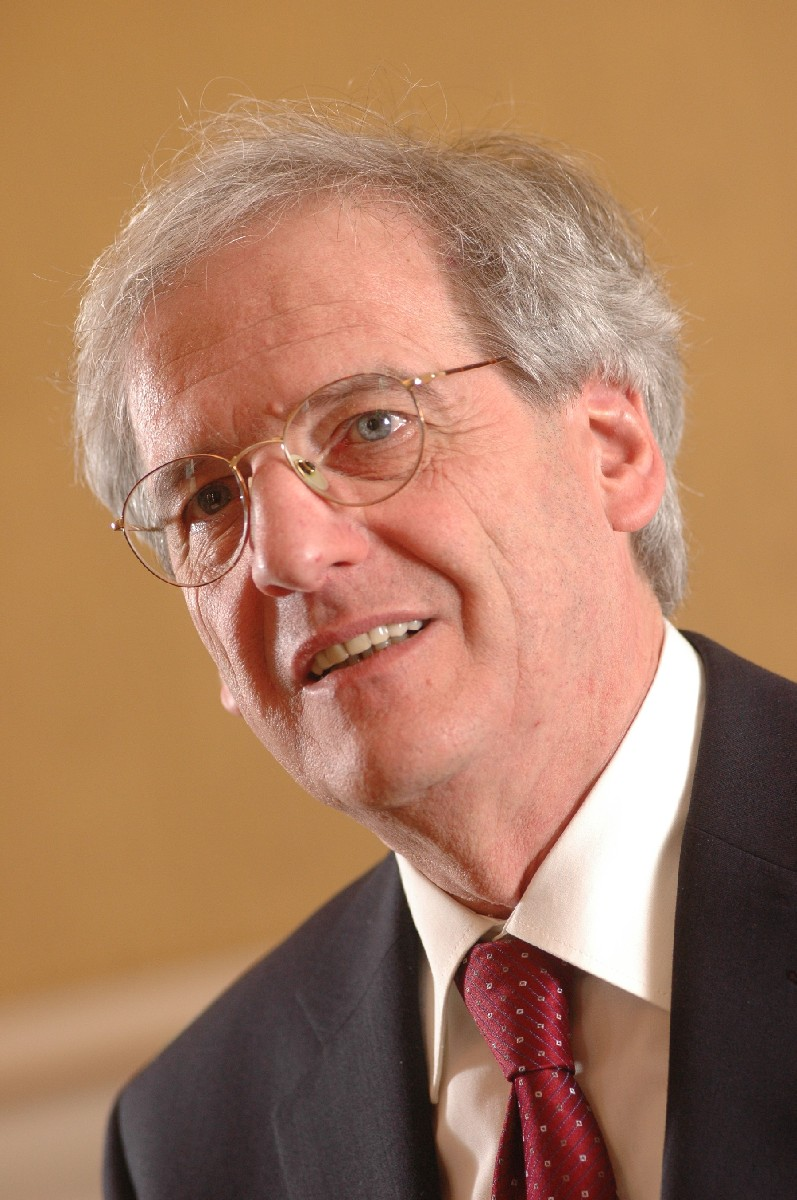
László Sólyom, político húngaro.

Keith Giffen, escritor e desenhista estadunidense.

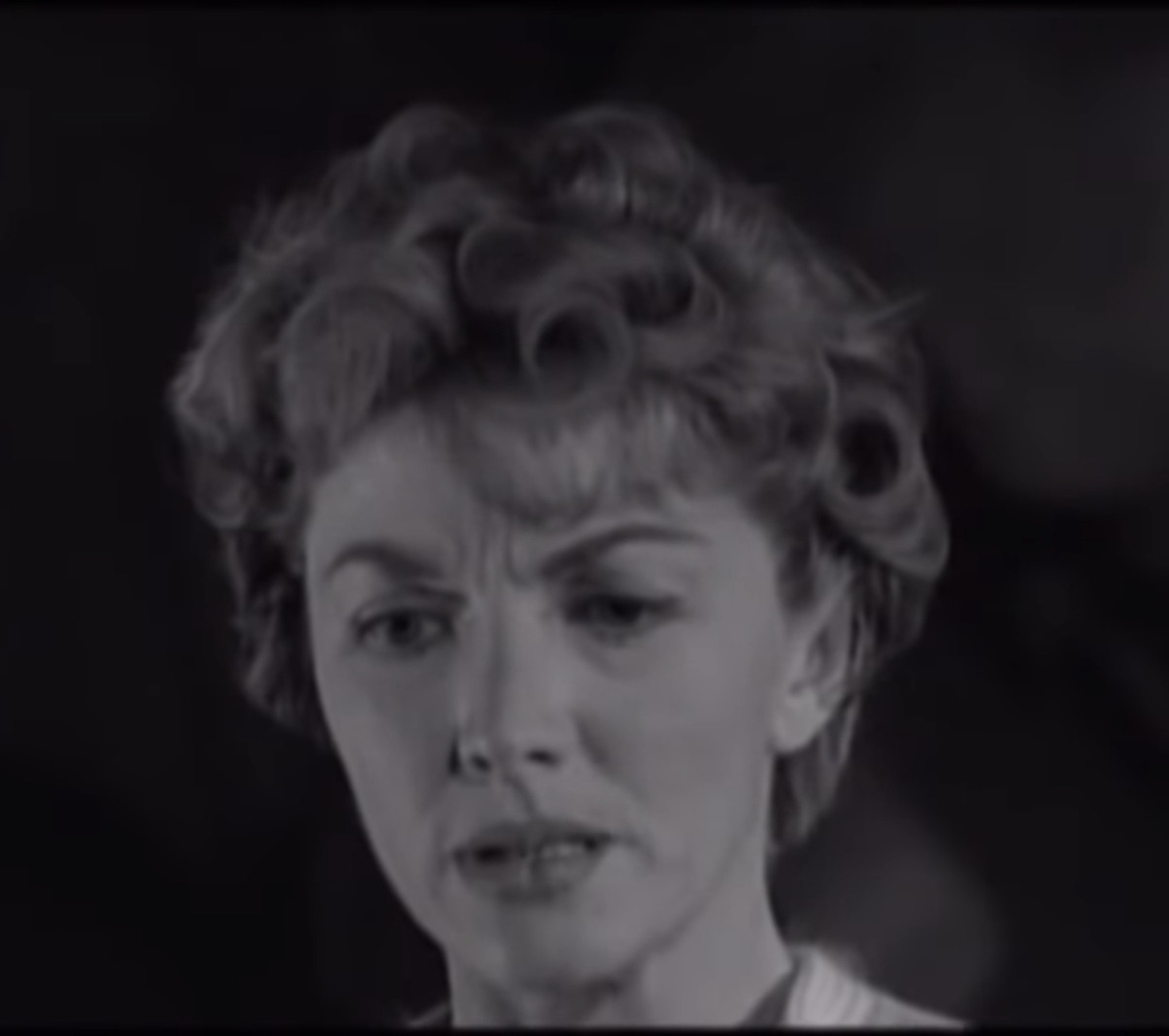
Phyllis Coates, atriz estadunidense.

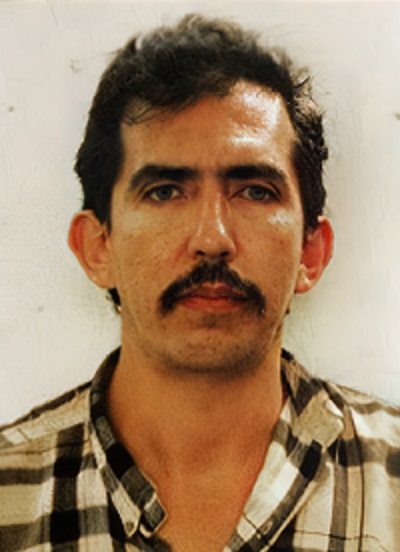
Luis Garavito, criminoso colombiano.

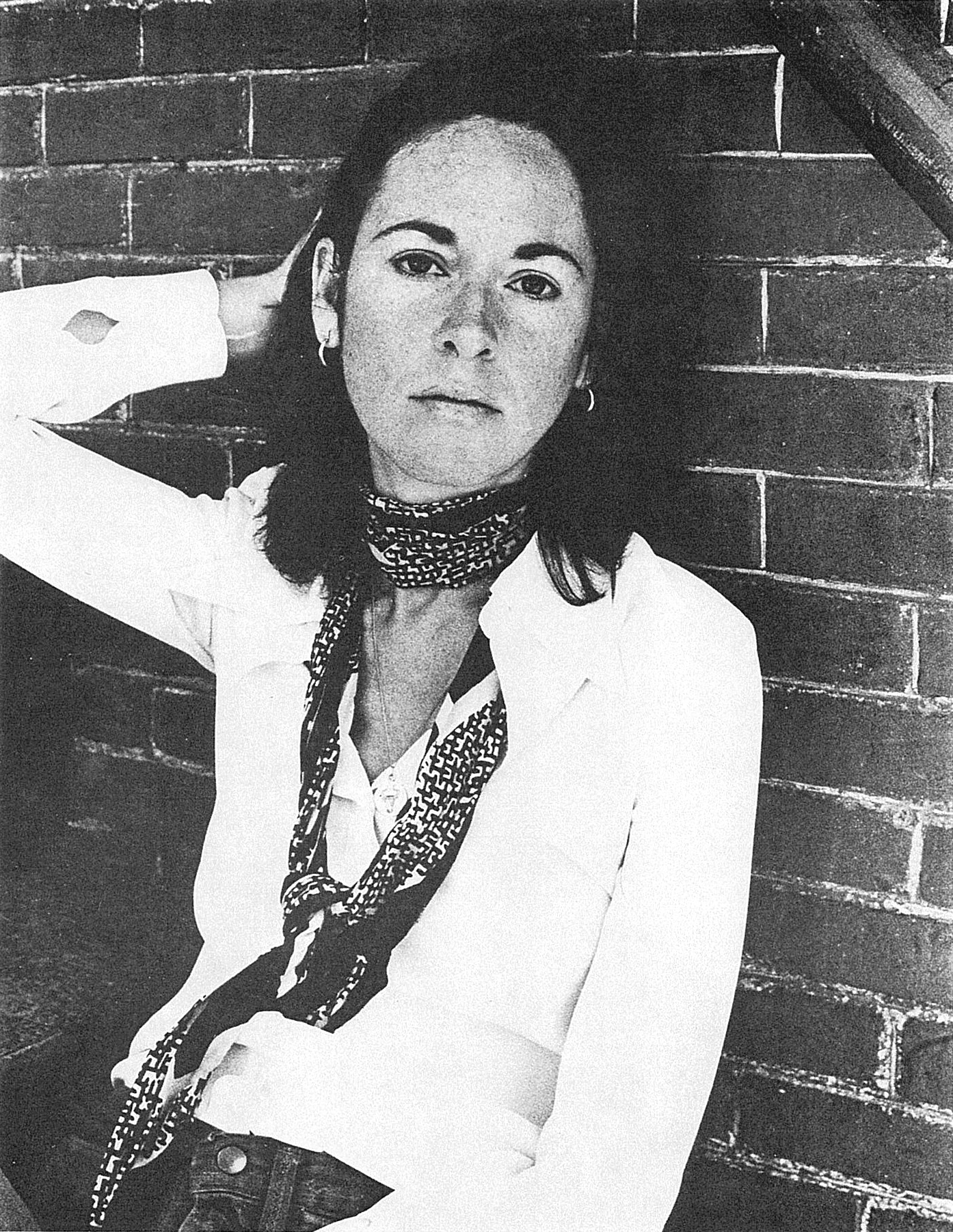
Louise Glück, escritora estadunidense.

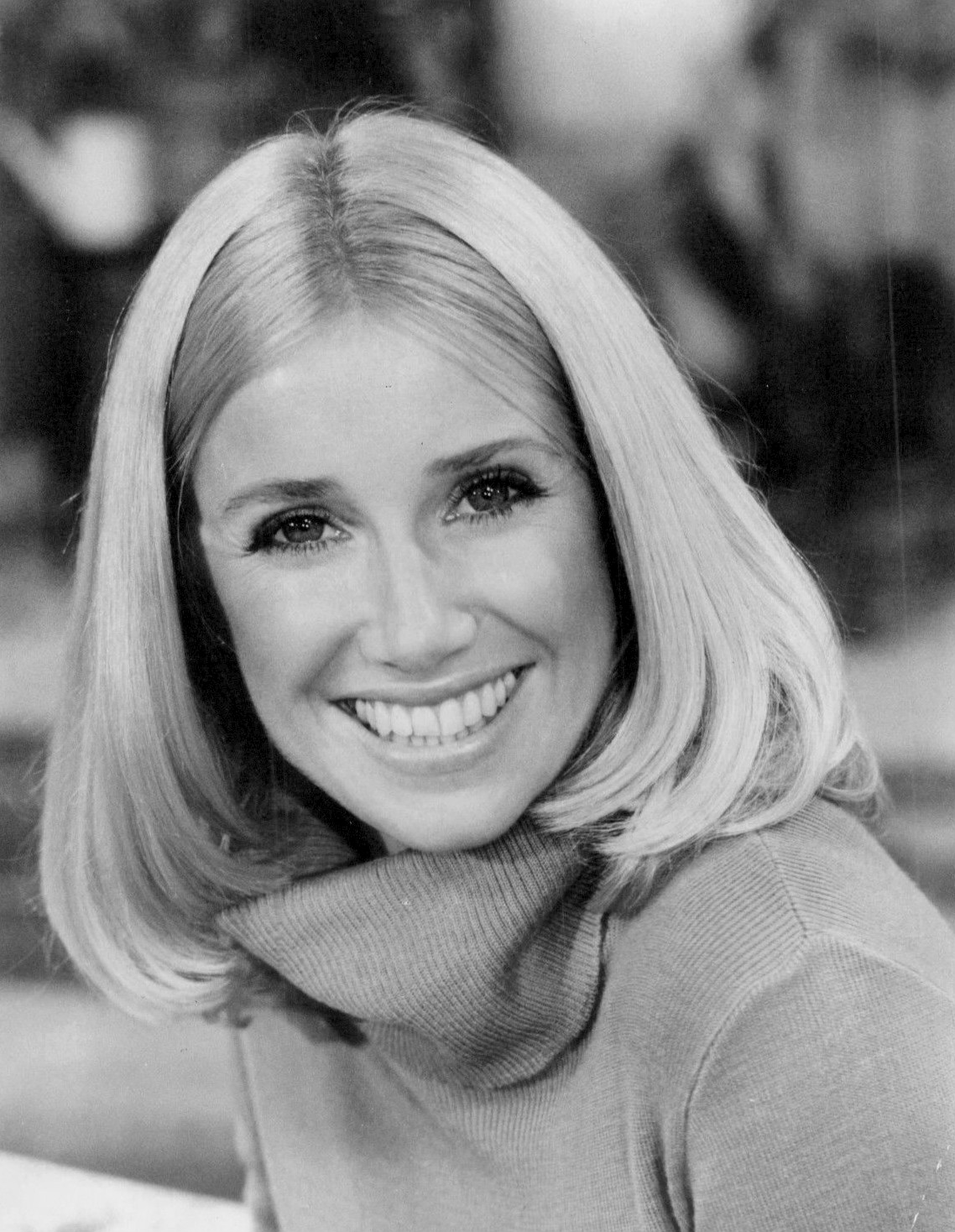
Suzanne Somers, atriz estadunidense.

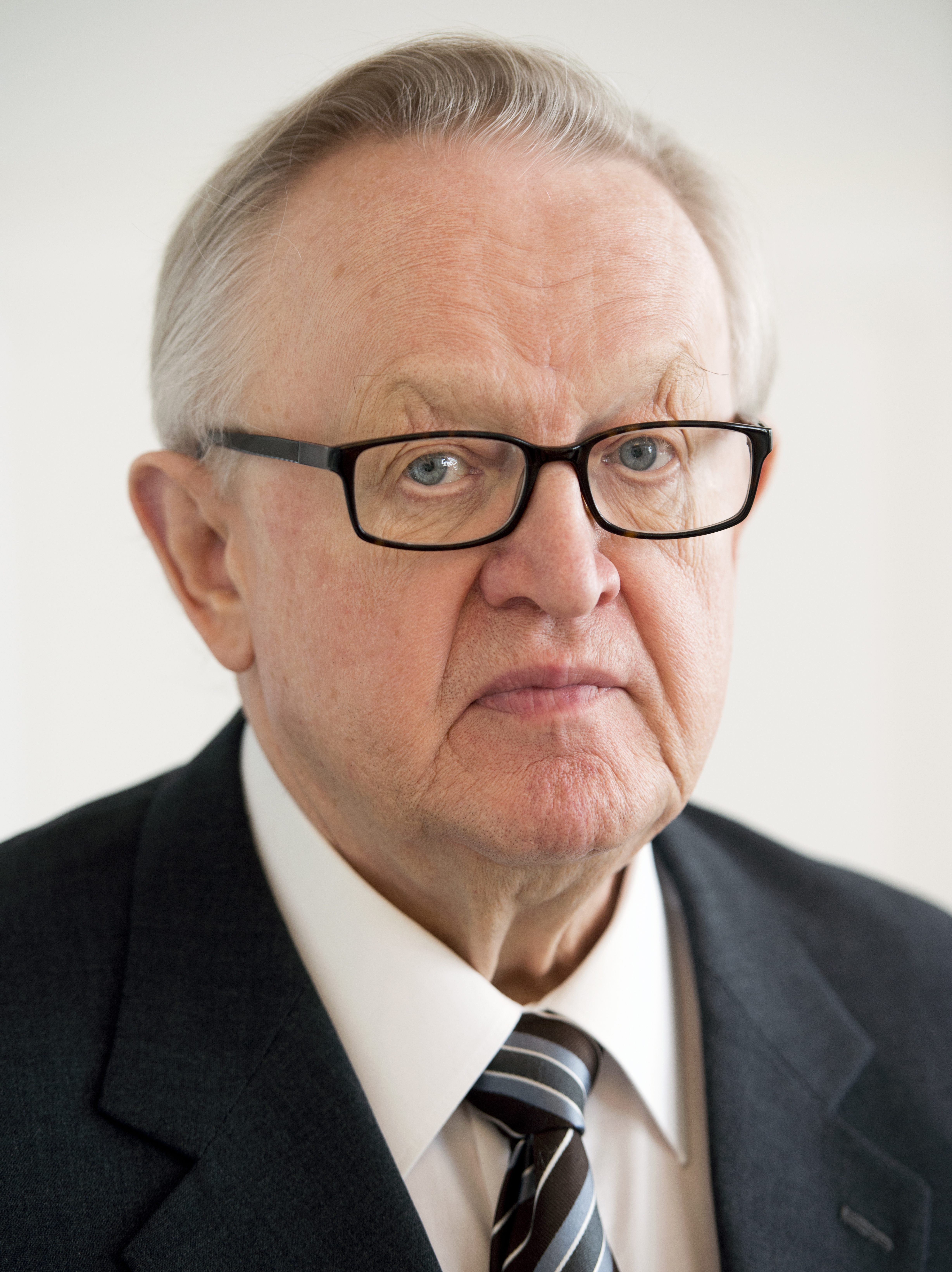
Martti Ahtisaari, político finlandês.

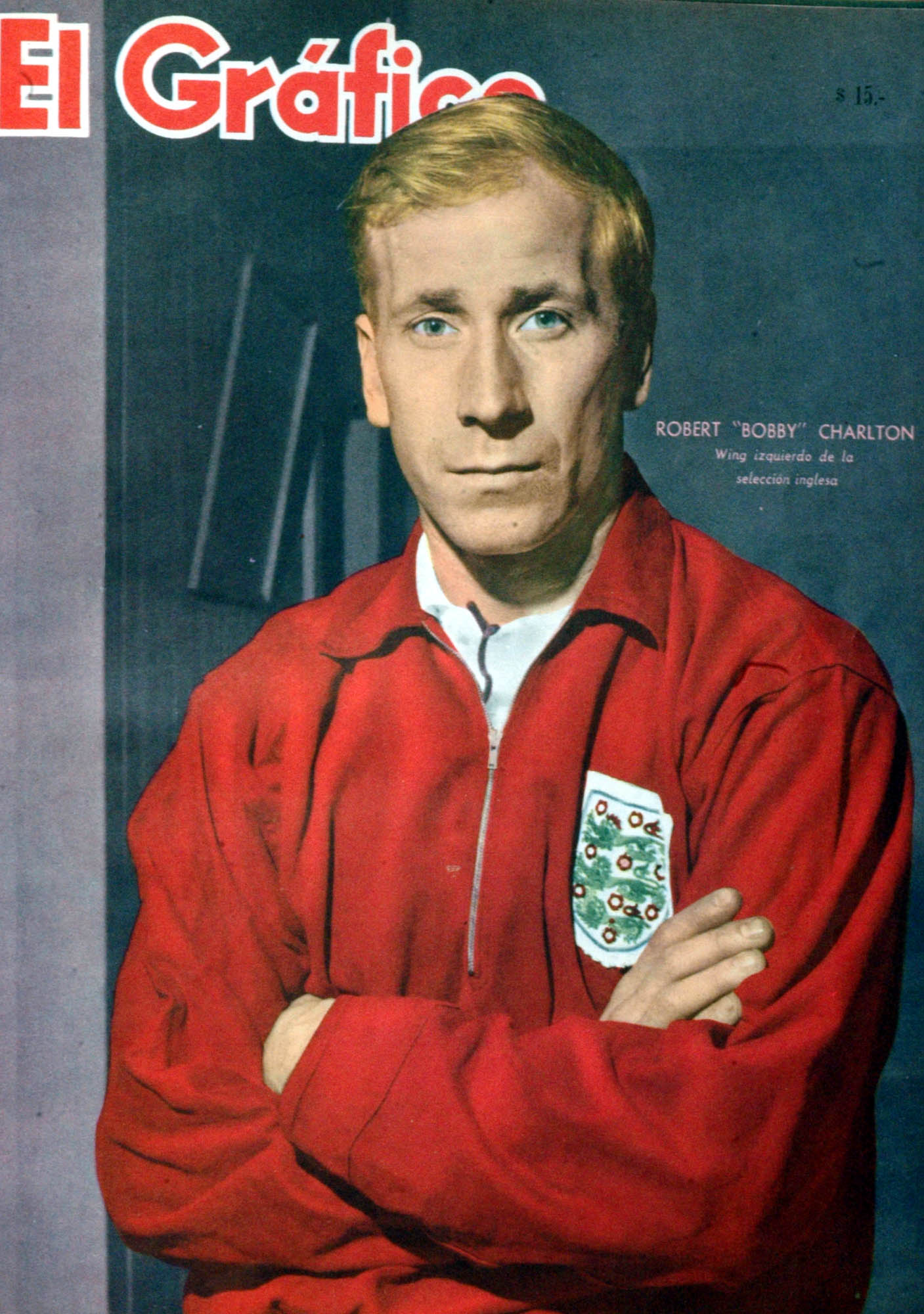
Bobby Charlton, futebolista britânico.

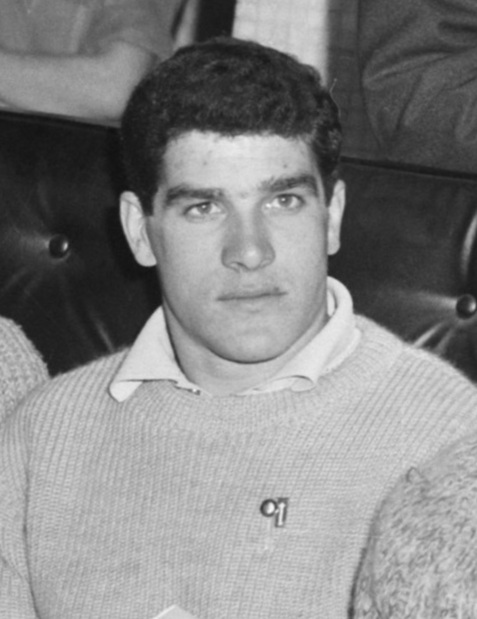
Raul Machado, futebolista português.

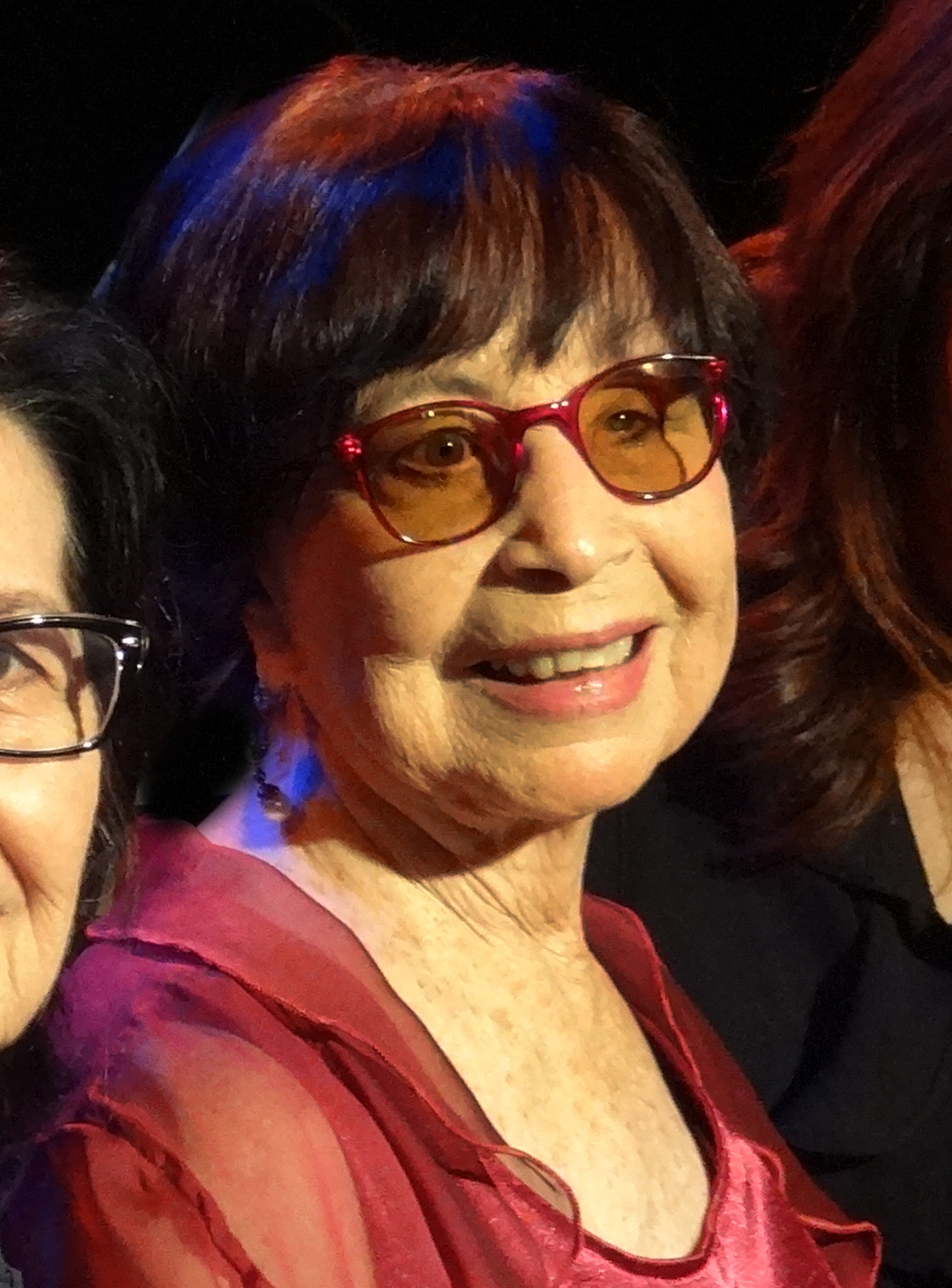
Cyva, cantora brasileira.

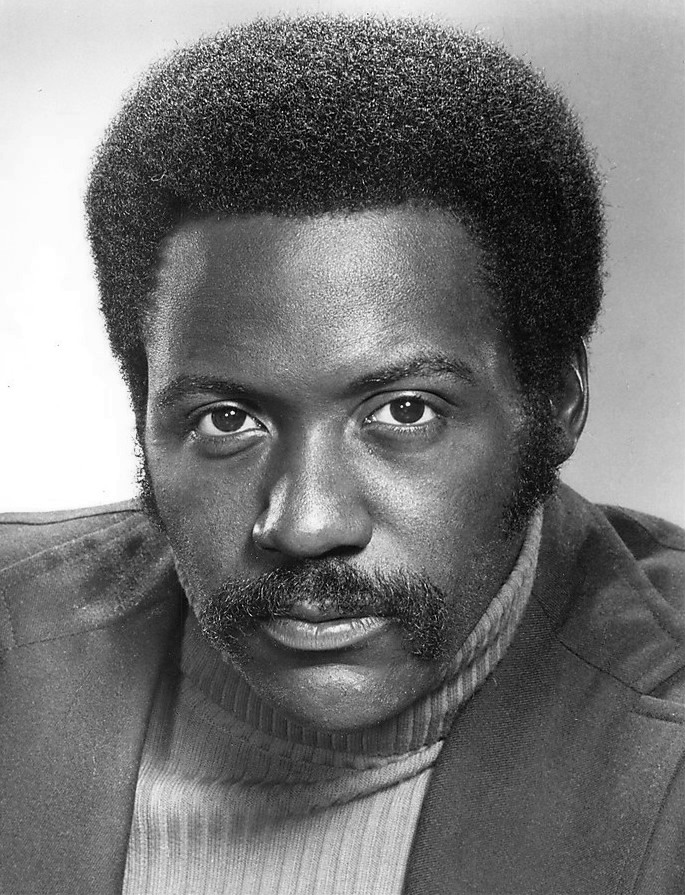
Richard Roundtree, ator estadunidense.

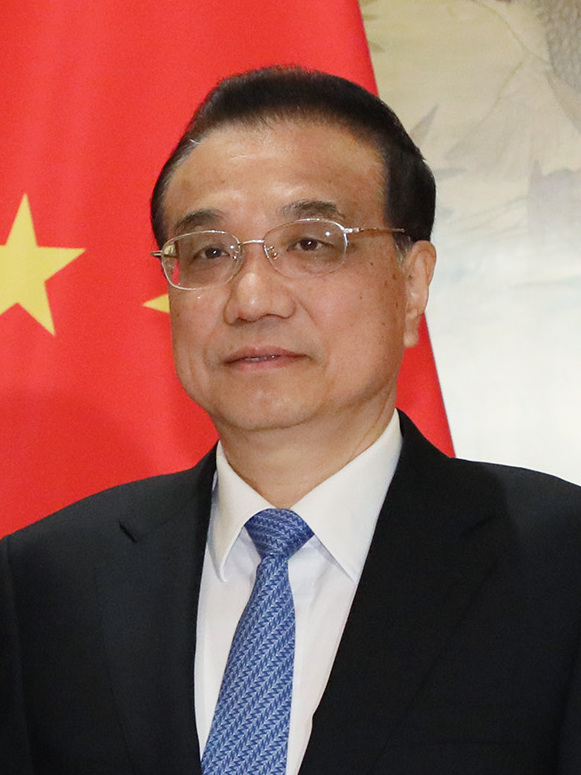
Li Keqiang, político chinês.

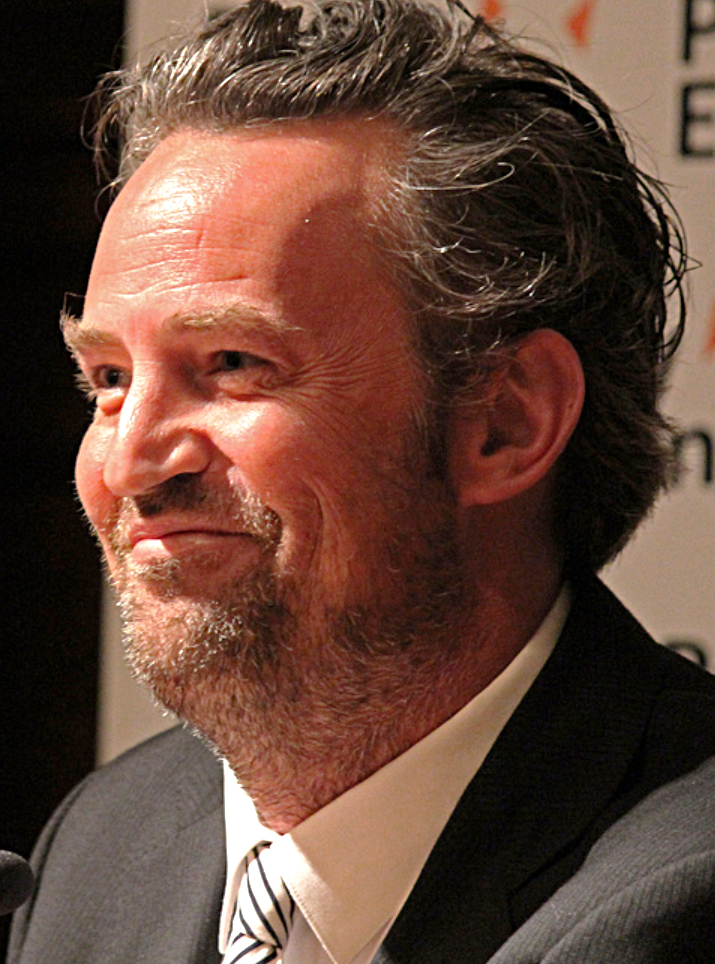
Matthew Perry, ator e escritor estadunidense.

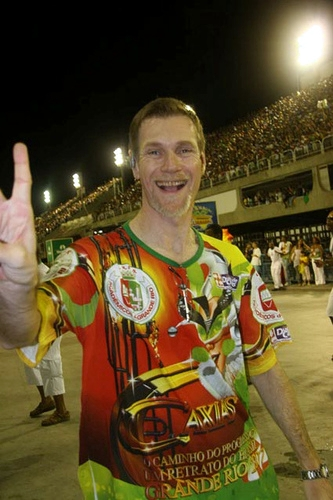
Roberto Szaniecki, carnavalesco polaco naturalizado brasileiro.

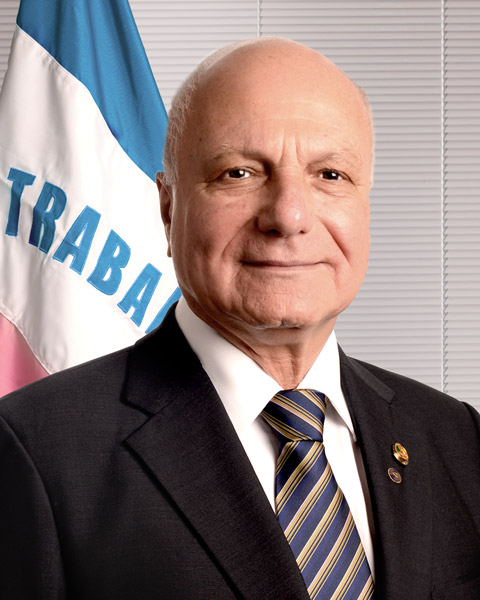
Sergio de Castro, político brasileiro.

| Dia | Nome                      | Profissão ou motivo de reconhecimento | Nacionalidade                   | Nasc. | Ref    |
| --- | ------------------------- | ------------------------------------- | ------------------------------- | ----- | ------ |
| 1   | Tim Wakefield             | Beisebolista                          | Estados Unidos                  | 1966  | [ 1 ]  |
| 1   | Patricia Janečková        | Soprano                               | Alemanha/ Eslováquia            | 1998  | [ 2 ]  |
| 1   | Russ Francis              | Jogador de futebol americano          | Estados Unidos                  | 1953  | [ 3 ]  |
| 1   | Bird Clemente             | Automobilista                         | Brasil                          | 1937  | [ 4 ]  |
| 1   | Paulo Giovanni            | Publicitário                          | Brasil                          | 1950  | [ 5 ]  |
| 2   | Francis Lee               | Futebolista                           | Reino Unido                     | 1944  | [ 6 ]  |
| 4   | Telesphore Placidus Toppo | Prelado                               | Índia                           | 1939  | [ 7 ]  |
| 4   | Murílio de Avellar Hingel | Político, geógrafo e professor        | Brasil                          | 1933  | [ 8 ]  |
| 4   | Boris Schein              | Matemático                            | Estados Unidos/ União Soviética | 1938  | [ 9 ]  |
| 5   | Dick Butkus               | Jogador de futebol americano          | Estados Unidos                  | 1942  | [ 10 ] |
| 5   | Risto Näätänen            | Psicólogo                             | Finlândia                       | 1939  | [ 11 ] |
| 6   | Moreira Alves             | Jurista                               | Brasil                          | 1933  | [ 12 ] |
| 6   | Victoire Jasmin           | Política                              | Guadalupe                       | 1955  | [ 13 ] |
| 7   | Marouf al-Bakhit          | Político                              | Jordânia                        | 1947  | [ 14 ] |
| 7   | Margarida Amaral          | Cantora                               | Portugal                        | 1928  | [ 15 ] |
| 7   | Ted Schwinden             | Político                              | Estados Unidos                  | 1925  | [ 16 ] |
| 7   | Jayar Davidov             | Policial                              | Israel                          | ?     | [ 17 ] |
| 8   | László Sólyom             | Político                              | Hungria                         | 1942  | [ 18 ] |
| 8   | Agneta Andersson          | Canoísta                              | Suécia                          | 1961  | [ 19 ] |
| 8   | Shinji Tanimura           | Cantor e compositor                   | Japão                           | 1948  | [ 20 ] |
| 8   | Burt Young                | Ator                                  | Estados Unidos                  | 1940  | [ 21 ] |
| 9   | Mauro Morelli             | Prelado                               | Brasil                          | 1935  | [ 22 ] |
| 9   | Alim Abdallah             | Militar                               | Israel                          | 1980  | [ 23 ] |
| 9   | Henri Serre               | Ator                                  | França                          | 1931  | [ 24 ] |
| 10  | Terry Dischinger          | Basquetebolista                       | Estados Unidos                  | 1940  | [ 25 ] |
| 10  | Brendan Malone            | Treinador de basquetebol              | Estados Unidos                  | 1942  | [ 26 ] |
| 10  | Louise Meriwether         | Escritora e ativista                  | Estados Unidos                  | 1923  | [ 27 ] |
| 10  | Keith Giffen              | Escritor e desenhista                 | Estados Unidos                  | 1952  | [ 28 ] |
| 10  | Sérgio Drugovich          | Automobilista                         | Brasil                          | 1950  | [ 29 ] |
| 10  | Mark Goddard              | Ator                                  | Estados Unidos                  | 1936  | [ 30 ] |
| 11  | Walt Garrison             | Jogador de futebol americano          | Estados Unidos                  | 1944  | [ 31 ] |
| 11  | Phyllis Coates            | Atriz                                 | Estados Unidos                  | 1927  | [ 32 ] |
| 11  | Manuel Chuanguira Machado | Prelado                               | Moçambique                      | 1950  | [ 33 ] |
| 11  | Martin Aigner             | Matemática                            | Áustria                         | 1942  | [ 34 ] |
| 11  | Chuck Feeney              | Empresário e filantropo               | Estados Unidos                  | 1931  | [ 35 ] |
| 12  | Luis Garavito             | Criminoso                             | Colômbia                        | 1957  | [ 36 ] |
| 12  | Karol Eller               | Ativista e influenciadora digital     | Brasil                          | 1987  | [ 37 ] |
| 12  | Álvaro Correia            | Político                              | Brasil                          | 1933  | [ 38 ] |
| 12  | Alice Mabota              | Ativista                              | Moçambique                      | 1949  | [ 39 ] |
| 12  | Ivo Lech                  | Político                              | Brasil                          | 1948  | [ 40 ] |
| 12  | Hisaya Nakajo             | Mangaká                               | Japão                           | 1973  | [ 41 ] |
| 13  | Louise Glück              | Escritora                             | Estados Unidos                  | 1943  | [ 42 ] |
| 13  | João Luiz Ribeiro         | Ginasta                               | Brasil                          | 1959  | [ 43 ] |
| 13  | Hubert Reeves             | Astrofísico                           | França/ Canadá                  | 1932  | [ 44 ] |
| 13  | Burdette Haldorson        | Basquetebolista                       | Estados Unidos                  | 1934  | [ 45 ] |
| 14  | Piper Laurie              | Atriz                                 | Estados Unidos                  | 1932  | [ 46 ] |
| 14  | Dariush Mehrjui           | Diretor, roteirista e produtor        | Irão                            | 1939  | [ 47 ] |
| 15  | Oļegs Antropovs           | Voleibolista                          | Letónia/ União Soviética        | 1947  | [ 48 ] |
| 15  | Suzanne Somers            | Atriz                                 | Estados Unidos                  | 1946  | [ 49 ] |
| 15  | Henrique One              | Engenheiro, geólogo e político        | Angola                          | 1940  | [ 50 ] |
| 16  | Martti Ahtisaari          | Político                              | Finlândia                       | 1937  | [ 51 ] |
| 16  | Jesús Guzmán              | Dublador, escritor e ator             | Espanha                         | 1926  | [ 52 ] |
| 17  | Carla Bley                | Pianista e compositora                | Estados Unidos                  | 1936  | [ 53 ] |
| 18  | Dwight Twilley            | Cantor e compositor                   | Estados Unidos                  | 1951  | [ 54 ] |
| 18  | Osvaldo Desideri          | Diretor                               | Itália                          | 1939  | [ 55 ] |
| 19  | Lasse Berghagen           | Cantor e compositor                   | Suécia                          | 1945  | [ 56 ] |
| 19  | Teresa Magalhães          | Pintora                               | Portugal                        | 1944  | [ 57 ] |
| 19  | Atsushi Sakurai           | Cantor e compositor                   | Japão                           | 1966  | [ 58 ] |
| 20  | Eduardo Arranz Bravo      | Pintor e escultor                     | Espanha                         | 1941  | [ 59 ] |
| 20  | Hiba Abu Nada             | Poetisa e nutricionista               | Palestina                       | 1991  | [ 60 ] |
| 21  | Bill Hayden               | Político                              | Austrália                       | 1933  | [ 61 ] |
| 21  | Carlos Amorim             | Jornalista                            | Brasil                          | 1952  | [ 62 ] |
| 21  | Celso Vecchione           | Guitarrista                           | Brasil                          | 1949  | [ 63 ] |
| 21  | Bobby Charlton            | Futebolista                           | Reino Unido                     | 1937  | [ 64 ] |
| 21  | Reino Börjesson           | Futebolista                           | Suécia                          | 1929  | [ 65 ] |
| 21  | Natalie Zemon Davis       | Historiadora                          | Estados Unidos/ Canadá          | 1928  | [ 66 ] |
| 21  | Bobi                      | cão de maior longevidade da história  | Portugal                        | 1992  | [ 67 ] |
| 22  | Enrique Maluenda          | Apresentador de televisão             | Chile                           | 1935  | [ 68 ] |
| 22  | Raul Machado              | Futebolista                           | Portugal                        | 1937  | [ 69 ] |
| 22  | Cyva                      | Cantora                               | Brasil                          | 1938  | [ 70 ] |
| 23  | Bill Kenwright            | Ator, produtor e dirigente            | Reino Unido                     | 1945  | [ 71 ] |
| 24  | Hans Albert               | Filósofo                              | Alemanha                        | 1921  | [ 72 ] |
| 24  | Lily Afshar               | Violinista                            | Irão                            | 1960  | [ 73 ] |
| 24  | César Vieira              | Autor, diretor e advogado             | Brasil                          | 1931  | [ 74 ] |
| 24  | Richard Roundtree         | Ator                                  | Estados Unidos                  | 1942  | [ 75 ] |
| 25  | Zdeněk Mácal              | Compositor e maestro                  | Chéquia/ Tchecoslováquia        | 1936  | [ 76 ] |
| 26  | Margarida Tengarrinha     | Política                              | Portugal                        | 1928  | [ 77 ] |
| 26  | Li Keqiang                | Político                              | China                           | 1955  | [ 78 ] |
| 26  | Goa Gil                   | Músico                                | Estados Unidos                  | 1951  | [ 79 ] |
| 27  | Henry Ohayon              | Ciclista                              | Israel/ Marrocos                | 1934  | [ 80 ] |
| 27  | Rodrigo Corrêa-Oliveira   | Imunologista e pesquisador            | Brasil                          | 1956  | [ 81 ] |
| 28  | Matthew Perry             | Ator e escritor                       | Canadá/ Estados Unidos          | 1969  | [ 82 ] |
| 28  | Tito Costa                | Político                              | Brasil                          | 1922  | [ 83 ] |
| 29  | Danilo Santos de Miranda  | Diretor e filósofo                    | Brasil                          | 1943  | [ 84 ] |
| 29  | Charlie Aitken            | Futebolista                           | Reino Unido                     | 1942  | [ 85 ] |
| 29  | Heath                     | Músico e compositor                   | Japão                           | 1968  | [ 86 ] |
| 30  | Lorna Washington          | Artista transformista                 | Brasil                          | 1962  | [ 87 ] |
| 30  | Frank Howard              | Basquetebolista                       | Estados Unidos                  | 1936  | [ 88 ] |
| 30  | Sam Ball                  | Jogador de futebol americano          | Estados Unidos                  | 1944  | [ 89 ] |
| 31  | Tyler Christopher         | Ator                                  | Estados Unidos                  | 1972  | [ 90 ] |
| 31  | José Luis Dolgetta        | Futebolista                           | Venezuela                       | 1970  | [ 91 ] |
| 31  | Roberto Szaniecki         | Carnavalesco                          | Polónia/ Brasil                 | 1961  | [ 92 ] |
| 31  | Ken Mattingly             | Astronauta                            | Estados Unidos                  | 1936  | [ 93 ] |
| 31  | Sérgio de Castro          | Político                              | Brasil                          | 1942  | [ 94 ] |